# Prince (artist)

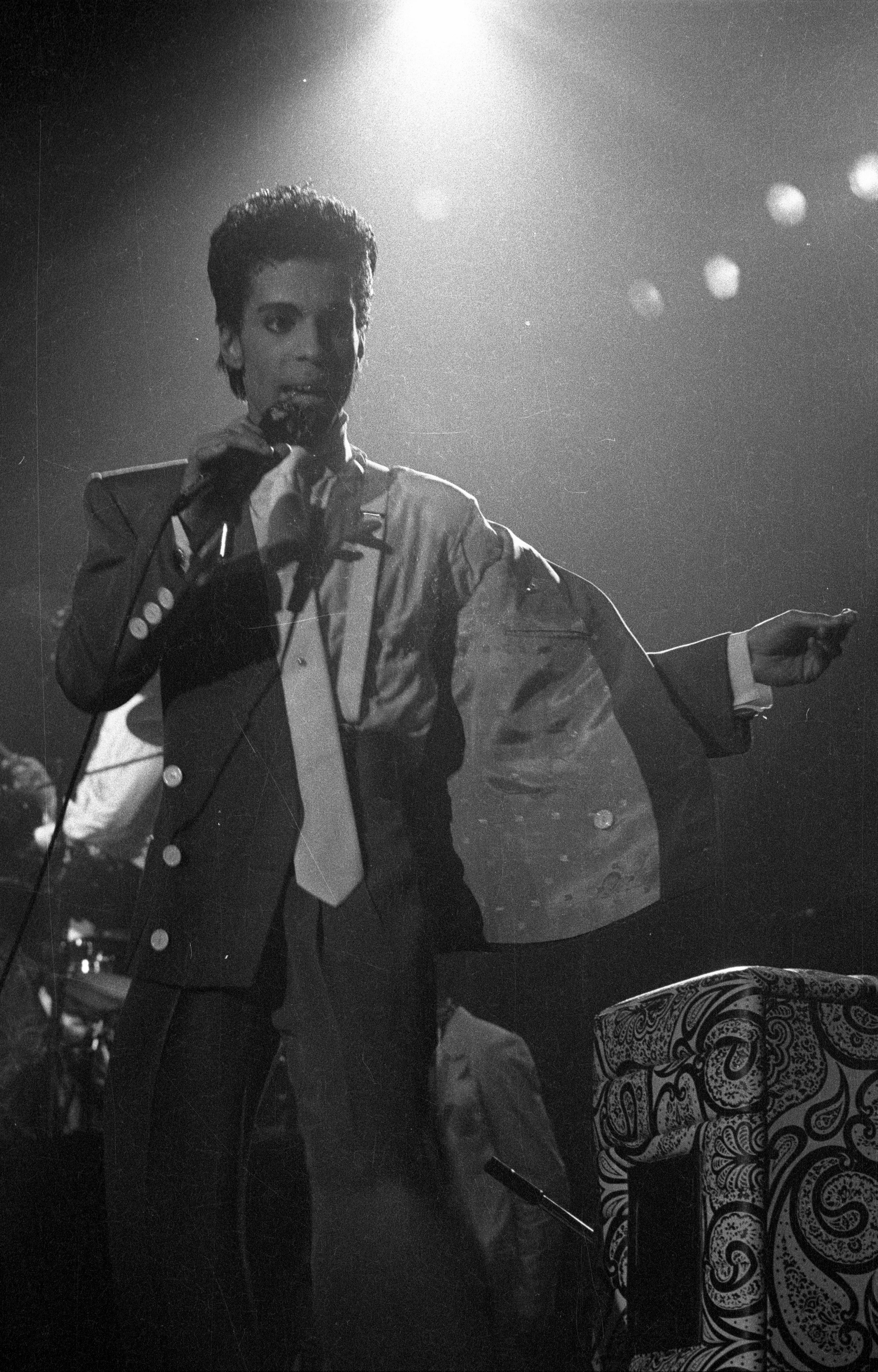
Prince 1986.

Prince, egentligen Prince Rogers Nelson, född 7 juni 1958 i Minneapolis i Minnesota, död 21 april 2016 i Chanhassen i Minnesota, var en amerikansk sångare, musiker och låtskrivare. Mellan åren 1993 och 2000 var han känd som The Artist Formerly Known As Prince eller bara The Artist eftersom han ändrade sitt artistnamn till en icke uttalbar symbol. I text skrivs symbolen ibland som: O(+>
Med sin särpräglade blandning av pop, soul, funk, R&B, jazz och rock, senare känt som The Minneapolis Sound, har Prince varit en av de mest inflytelserika artisterna i modern tid. Han hade elva förstaplaceringar på den amerikanska Billboardlistan och 22 topptiolåtar. Prince hade hits såsom 1999, Little Red Corvette, When Doves Cry, Let's Go Crazy, Purple Rain, Raspberry Beret, Kiss, Sign o' The Times, U Got The Look, Cream, Diamonds And Pearls och The Most Beautiful Girl In The World. Med sitt artisteri arbetade han med heliga symboler och sexualitet som sammansmältes och integrerades i hans verk.
Prince hade sin storhetstid under 1980-talet. Album såsom Purple Rain, Sign o' the Times och 1999 har bidragit till uppfattningen att Prince var en av 1980-talets mest intressanta artister. Musikkanalen VH1 sammanställde 2001 en lista över de 100 bästa albumen genom tiderna, där placerades Purple Rain på 18:e plats, Sign o' The Times på 35:e plats och 1999 på 49:e plats.
Prince skrev, komponerade och producerade nästan alla låtar själv och spelade de flesta instrumenten på albumen. Han sågs som perfektionist och hade ett rykte om sig att vara svår att arbeta med. Prince blev känd för att ha hundratals osläppta låtar under eget namn eller under olika alias. Han skrev också många låtar åt andra artister som i flera fall blivit succéer, såsom Manic Monday åt The Bangles och Nothing Compares 2 U (monsterhit med Sinéad O'Connor). 
År 2004 blev Prince invald i Rock and Roll Hall of Fame and Museum. Han var prisutdelare på Oscarsgalan 2005. Prince vann själv en Oscar år 1984 för bästa originalmusik till filmen Purple Rain. 2007 vann han en Golden Globe Award för bästa originalsång, The Song Of The Heart, som är med i filmen Happy Feet.

## Biografi

### Tidiga år
Prince Rogers Nelson föddes i Minneapolis i Minnesota. Hans far, John L. Nelson, spelade i ett jazzband som hette The Prince Rogers Trio – därav Princes födelsenamn – och hans mor hette Mattie Shaw.
Efter att Princes syster Tika Evene (1960-2024) hade fötts gled deras föräldrar isär och så småningom skilde de sig. Prince bodde ibland med sin styvfar, men deras relation var inte särskilt god och detta ledde till att han flydde hemifrån och bodde med sin far i stället. Fadern köpte honom hans första gitarr. Senare flyttade han in hos en grannfamilj, familjen Anderson, och blev vän med deras son André Anderson, som senare kom att spela med Prince under namnet André Cymone.
Princes kusin hade ett band som hette Grand Central, som han skapade i högstadiet, och som både Prince och André blev medlemmar i. Efter en tid blev Prince deras frontfigur och de spelade på olika klubbar och fester i Minneapolis. Deras musik var influerad av bland annat Sly Stone, James Brown, Jimmy Page och Jimi Hendrix.
1976 fick Prince kontakt med producenten Chris Moon i en studio i Minneapolis och de började jobba på en demoinspelning. Prince hade också beskydd av Owen Husney som började kontakta olika skivbolag om ett kontrakt. Flera skivbolag var intresserade men budkriget vanns av Warner Brothers Records.
Husney fungerade, tillsammans med Princes kusins make Pepe Willie, som mentor och manager åt Prince under hans tidiga karriär. Willie skapade 94 East, ett band med Marcy Ingvoldstad och Kristie Lazenberry. 94 East spelade tillsammans med Prince och Cymone in ett antal låtar som dock inte släpptes förrän 1995 på albumet 94 East featuring Prince, Symbolic Beginning.

### 1978–1981: De fyra första albumen
Prince första album hette For You och gavs ut 1978 för Warner Bros. Alla låtar var skrivna och komponerade av Prince förutom Soft and Wet, där Chris Moon hade skrivit texten tillsammans med Prince. Albumet sålde blygsamt men singeln Soft and Wet gick det bättre för på R&B-listan.
1979 hade Prince rekryterat sina första bandmedlemmar: Cymone på bas, Gayle Chapman och Matt Fink på keyboard, Bobby Z på trummor och Dez Dickerson på gitarr. Hans andra album fick namnet Prince och han spelade in det mesta på egen hand. Albumet hade två hitlåtar, Why You Wanna Treat Me So Bad? och I Wanna Be Your Lover. Med dessa två låtar uppträdde Prince på tv-showen American Bandstand tillsammans med sitt band. 1980 släpptes hans tredje album Dirty Mind. På det blev Chapman ersatt av Lisa Coleman i bandet. Dirty Mind blev känt för sitt sexuellt detaljerade material. 1981 spelade han in sitt fjärde album Controversy. Singeln med samma namn blev en internationell hit. I februari samma år uppträdde Prince på säsong sex på Saturday Night Live med låten Partyup.

### 1982–1984: Purple Rain och The Revolution
Princes band fick nu namnet The Revolution och tillsammans kallade de sig för Prince & The Revolution. 1982 gav de ut albumet 1999 som blev ett internationellt genombrott. Låten 1999 blev Princes första topptiolåt och är nu en av Princes mest välkända låtar. Den var en protestlåt mot utvecklingen av kärnkraften. Tillsammans med Michael Jackson och Lionel Richie var Prince bland de första svarta artisterna som började sändas på MTV. Den andra singeln som släpptes var Little Red Corvette, skriven av Prince, med ett gitarrsolo av Dez Dickerson. Låten blev Princes största hit hittills. Låtens titel är en metafor för en kvinnas vagina men är förklädd så att den inte skulle uppröra lyssnaren. Den tredje singeln Delirious hamnade också på topptiolistan.
1984 gavs albumet Purple Rain ut. Det kom att sälja i över tretton miljoner exemplar i USA och låg 24 veckor i topp på Billboardlistan. Filmen med samma namn fick dålig kritik, men blev ändå en succé. Två av singlarna, When Doves Cry och Let’s Go Crazy, nådde förstaplatsen på de amerikanska singellistorna och blev stora succéer internationellt. Titellåten nådde andra platsen på Billboardlistorna. Prince hade nu en film, en singel och ett album på förstaplatsen. Senare vann han en Oscar för Bästa originalsoundtrack för Purple Rain.
När Tipper Gore hörde sin tolvåriga dotter spela Darling Nikki, en låt känd för sin sexuella låttext, grundade hon Parents Music Resource Center som har drivit på användandet av varningstexter på musikalbum.

### 1985–1986: Around the World in a Day och Parade
Prince var senare med i ytterligare två filmer: Under the Cherry Moon, en romantisk komedi från 1986, och uppföljaren till Purple Rain som heter Graffiti Bridge, från 1990. Filmmusiken till filmerna blev stora hittar, men filmerna möttes med kritik och ambivalenta känslor av publiken.
1985 efter "Purple Rain Tour" i USA började han arbeta på sitt nya album Around the World in a Day som nådde förstaplatsen och var där i tre veckor och sålde senare 3x platina. Singeln Raspberry Beret blev albumets stora hit som nådde andraplatsen på Billboard Hot 100. Albumet var väldigt olikt Purple Rain; det innehåller mera psykedeliska tongångar blandat med rock och ljud från Mellanöstern med bland annat fingercymbaler.
1986 gav han ut albumet Parade som utgör filmmusiken till filmen Under the Cherry Moon. Albumet gick upp på tredjeplatsen på Billboardlistan, och den första singeln som släpptes var Kiss som blev en stor succé och som blev en av Princes mest kända låtar. Prince spelade in Kiss som en kort akustiskt demo, ungefär en minut lång, med en vers och en refräng. Prince gav sången till funkbandet Mazaratis debutalbum. Mazarati och producenten David Z. omarbetade demon drastiskt och gav låten dess unika funkljud och det udda men effektiva minimalistiska ljudet. När Mazarati spelade låten för Prince blev han så imponerad att han tog tillbaka låten. Han ersatte deras röster och lade till gitarrdelen och finslipade låten till dess nuvarande form. Han behöll dock Mazaratis bakgrundsröster. Han lade till låten till Parade fast Warner Brothers inte ville ge ut den som singel. Kiss blev Princes tredje förstaplacering på singellistan efter When Doves Cry och Let's Go Crazy. Låten vann priset Best R&B Vocal Performance by duo or group och den blev nominerad för bästa R&B-låt. Parade' var det sista albumet Prince spelade in med The Revolution.
Omkring samma tid hade han skrivit Manic Monday åt The Bangles som nådde andraplatsen på singellistan. Prince skrev låten under namnet "Christopher".

### 1987–1988 Sign o' the Times
Sign o' the Times som gavs ut 1987 är ett dubbelalbum och nådde topp-10 på Billboard listan och blev hyllad av kritiker. Sign o' the Times är förmodligen Princes mest hyllade album av kritiker. Albumet bestod av flera olika projekt från 1986 och som innehöll material med The Revolution. Huvuddelen av låtarna kom från det sista projektet med The Revolution som kallades Dream Factory och ett soloprojekt som kallades Camille. Dessa projekt tillsammans med några fler låtar blev ett 21 låtar långt och 3 LP set som kallades Crystal Ball men Warner Brothers gillade inte idén med ett 3 cd set och tvingade Prince att korta ner det till ett 2 cd-set som blev Sign o' the Times.
Efter albumet så gav han sig av på "Sign o' The Times Tour" i Europa. Prince hade splittrats från The Revolution men behöll Matt Fink på keyboard och lade till Boni Boyer på keyboard, Sheila E på trummor, Levi Seacer Jr. på bas och Miko Weaver på gitarr. 
1987 blev Prince tillfrågad av popkungen Michael Jackson om han vill sjunga titellåten, från hans nya album Bad, i en duett med honom. Prince gillade idén och eftersom Michael Jackson var hans största rival, tackade han ja. Men Prince och Jackson hade olika idéer och åsikter om texten och om beatet i låten. Prince lämnade till slut projektet när han tyckte att Jackson inte gjorde låten tillräckligt mörk och för att han inte ändrade texten. Jackson sjöng senare in låten utan duettpartner.
1987 spelade Prince in The Black Album ett hårdfunkalbum vars sexuellt laddade texter var så grova att den inte gavs ut officiellt. Albumet cirkulerade som ett bootlegalbum men gavs officiellt ut 1994. The Black Album var tänkt att vara uppföljaren på Sign o' the Times. Albumet kallades för The Funk Bible av pressen och i ett gömt meddelande i albumet. Albumet sågs som en reaktion mot kritiken Prince hade fått tidigare om att han hade blivit för poporienterad. Cd:n hade ingen tryckt titel, inget artistnamn eller fotografi. På promokopior fanns det bara en låtlista. 
Men strax innan albumet skulle ges ut ångrade sig Prince och tog tillbaka alla kopior och övergav projektet helt och lämnade ungefär ett hundratal europeiska promokopior. Många rykten och spekulationer har cirkulerat om varför albumet inte gavs ut:
- Prince fick lite dåligt samvete över texternas erotiska och våldsamma innehåll.
- Warner Brothers Records tyckte samma sak och tvingade honom att inte släppa cd:n
- Prince kan ha beslutat att albumet inte var av så bra kvalitet och det inte var klokt att släppa det.
- En annan teori är att Prince hade tagit ecstasy och haft en mycket dålig upplevelse och på grund av den upplevelsen ändrade han sig och släppte inte albumet.

Albumet är Princes funksida och det album som är närmast att klassas bara som funk och innehöll låtar som "Bob George" som ses som en kommentar till våldsglorifikationen som finns i gangsta rap. Den har också låten "Dead On It" som är en parodi på hiphop och låten "Cindy C" som antagligen handlar om modellen Cindy Crawford. The Black Album var ett väldigt mörkt album och hans nya album Lovesexy, som gavs ut 1988, var Princes svar på The Black Albums svarta budskap. Lovesexy blev dock en besvikelse i USA och nådde endast elfteplatsen på Billboardlistan och USA-turnén var inte heller så framgångsrik. Dock tjänade han in de pengarna på de mycket mer populära europeiska och japanska turnéerna. Den största hitsingeln från Lovesexy var "Alphabet St.", vars video innehåller ett gömt meddelande där det står "Don't buy The Black Album, I'm sorry". Albumets framsida skapade mycket kontroverser eftersom det var en bild på en helt naken Prince i en from posering. Vissa skivaffärer vägrade sälja skivan och vissa censurerade den.
Albumets tema är en kamp mellan det goda och det onda eller mellan Camille och Spooky Electric samt Gud och sex. Dessa teman är ofta återkommande teman i Princes albums. 
Lovesexy öppnar med låten "I No" som råder folk att vara fria från sina laster och avstå från Satan. "When 2 R in Love" överlevde från Black Album och kom med på Lovesexy.

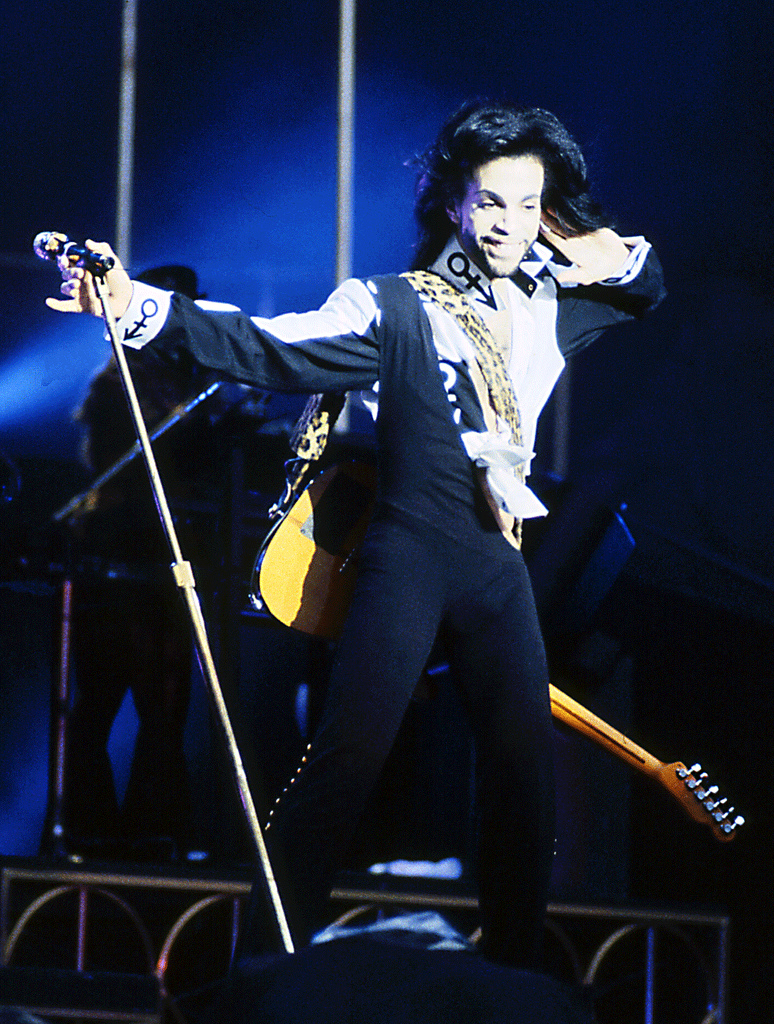
Prince 2007.

### 1989–1990: Åter till filmen
1989 släppte Prince albumet Batman, vilket inte var något regelrätt soundtrack utan låtar inspirerade av filmen med samma namn. Detta kom att bli en stor kommersiell framgång. Året därpå återvände Prince själv till vita duken med filmen Graffiti Bridge (som beledsagades av ett album med samma namn), en uppföljare till Purple Rain. Såväl filmen som albumet gästades av storheter som Mavis Staples och George Clinton förutom rivalerna the Time som återkom från Purple Rain. 

### Privatliv
År 1996 gifte sig Prince med bakgrundssångaren och -dansaren Mayte Garcia. Paret fick en son som avled en vecka efter födseln till följd av Pfeiffers syndrom. År 2000 skilde sig paret. 2001 gifte han om sig med Manuela Testolini. Efter fem år tillsammans ansökte Testolini om skilsmässa.
På senare år uppmärksammades Prince för sitt medlemskap i Jehovas Vittnen.

### Sista tiden
Prince hade sagt sig lida av en influensa under ett par veckors tid, och den 15 april 2016 tvingades hans privatplan att nödlanda i Illinois, då han sade sig inte må bra. Han fördes till sjukhus och det var meningen att han skulle stanna kvar där men eftersom han inte kunde få något enkelrum beslöt sig Prince och hans sällskap för att istället lämna sjukhuset.
Enligt nöjessajten TMZ, som var det första mediet att gå ut med Princes död, så avled han 21 april i en hiss i sin studio Paisley Park i Chanhassen. Han hittades av lokal polis som utförde hjärt-lungräddning, men det gav inget resultat och han dödförklarades en halvtimme senare. Princes kropp obducerades den 22 april och redan dagen efter kremerades den, enligt Princes eget önskemål. Sista viloplatsen är dock hemlig. Resultatet av obduktionen publicerades den 2 juni, och visar att Prince dog av en oavsiktlig överdos av det smärtstillande medlet Fentanyl.

## Diskografi (album)
- 1978 For You
- 1979 Prince
- 1980 Dirty Mind
- 1981 Controversy
- 1983 1999
- 1984 Purple Rain
- 1985 Around the World in a Day
- 1986 Parade
- 1987 Sign o' the Times
- 1987 The Black Album
- 1988 Lovesexy
- 1989 Batman
- 1990 Graffiti Bridge
- 1991 Diamonds and Pearls
- 1992 O(+> (The Love Symbol Album)
- 1993 The Hits/The B-Sides
- 1994 Come
- 1994 Black Album
- 1995 The Gold Experience
- 1996 Chaos & Disorder
- 1996 Emancipation
- 1998 New Power Soul (New Power Generation)
- 1998 Crystal Ball
- 1999 The Vault: Old Friends 4 Sale
- 1999 Rave Un2 the Joy Fantastic
- 2000 Rave In2 the Joy Fantastic (NPG Music Club)
- 2001 The Rainbow Children
- 2001 The Very Best of Prince
- 2002 One Nite Alone (NPG Music Club)
- 2002 One Nite Alone...Live!
- 2003 N.E.W.S.
- 2003 Xpectation (NPG Music Club)
- 2004 Musicology
- 2004 The Chocolate Invasion (NPG Music Club)
- 2004 The Slaughterhouse (NPG Music Club)
- 2006 3121
- 2007 Planet Earth
- 2008 Indigo Nights (live-album släppt ihop med boken 21 Nights)
- 2009 Lotusflow3r
- 2009 MPLSound
- 2010 20Ten
- 2014 Art Official Age
- 2014 Plectrumelectrum
- 2015 HITnRUN Phase One
- 2015 HITnRUN Phase Two

## Alter egon
Prince har använt många pseudonymer och för att skilja på musiken. Han har sagt att han blev trött på att se sitt namn överallt och att bara egoistiska personer tar äran för vad de gjort.
- Jamie Starr / The Starr ★ Company – producent.
- The Kid – Princes halv-biografiska alter ego i filmen Purple Rain.
- Joey Coco – producer/kompositör av låtar till Kenny Rogers, Sheena Easton m.fl.
- Christopher Tracy – huvudkaraktären i filmen "Under the Cherry Moon"
- Christopher – skrev låten "Manic Monday" åt The Bangles
- Alexander Nevermind – skrev låten "Sugar Walls" åt Sheena Easton
- Camille – Princes röst i uppitchad version på låtar som "Housequake, "Shockadelica, "If I was your girlfriend" och "Partyman" m.fl.
- Spookyelectric – Motsatsen till Camille
- Gemini – På Batman albumet, halv Batman halv joker.
- Partyman – Prince spelar denna karaktär i videon till Partyman
- Paisley Park – användes på 90-talet i olika projekt
- Victor – karaktär som nämns i the Love Symbol album 0(+>
- Tora Tora – på NPG:s Exodus album
- Azifwekaré – I låten “Style”
- The Artist Formerly Known As Prince – Journalister gav honom detta namn eftersom det inte fanns något namn för symbolen.
- The Artist – förkortning av The Artist Formerly Known As Prince
- ONE – på ett Bootsy Collins album 2004